# (73647) 1978 VL9
(73647) 1978 VL9 – planetoida z pasa głównego asteroid okrążająca Słońce w ciągu 4,2 lat w średniej odległości 2,6 j.a. Odkryta 7 listopada 1978 roku.